# 翁达镇
翁达镇，是中华人民共和国四川省甘孜藏族自治州色达县下辖的一个乡镇级行政单位。屬色尔坝地域。

## 行政区划
翁达镇下辖以下地区：
吉日村、吉沟村、翁达村、更达村、明达村和旭尔沟村。